# Pixel 6a
Pixel 6a — Android-смартфон, спроектированный, разработанный и продаваемый компанией Google в рамках линейки Google Pixel. Он служит бюджетным вариантом Pixel 6. Устройство было анонсировано 11 мая 2022 года в рамках ключевой речи Google I/O.

## Технические характеристики

### Аппаратное обеспечение
Pixel 6a имеет алюминиевую рамку, пластиковую заднюю панель и стекло Gorilla Glass 3 для экрана. Дизайн включает в себя панель камеры и двухцветную цветовую схему на задней панели, как у Pixel 6 и Pixel 6 Pro. Устройство доступно в цветах Chalk, Charcoal, Sage. Он оснащен стереодинамиками, один из которых расположен на нижней грани, а другой выполняет функцию наушника. Порт USB-C используется для зарядки и подключения других аксессуаров.
В Pixel 6a используется система-на-чипе Google Tensor, 6 ГБ оперативной памяти и 128 ГБ внутреннего хранилища UFS 3.1 без возможности расширения.
Pixel 6a оснащен аккумулятором емкостью 4410 мАч, способным к быстрой зарядке при мощности до 18 Вт. Он имеет класс защиты от воды IP67.
Pixel 6a оснащен 6,1-дюймовым OLED-дисплеем с разрешением 1080p и поддержкой HDR. Дисплей имеет соотношение сторон 20:9 и круглый вырез в верхней части по центру для фронтальной камеры.
Pixel 6a оснащен двойными камерами на задней панели. Широкоугольный объектив 27 мм f/1,7 оснащен 12,2-мегапиксельным сенсором Sony Exmor IMX363, а сверхширокоугольный объектив 114 °F/2,2 — 12-мегапиксельным сенсором; фронтальная камера использует 8-мегапиксельный сенсор. Она способна записывать видео в формате 4K со скоростью 30 или 60 кадров в секунду.

### Программное обеспечение
Pixel 6a поставляется с Android 12 при запуске, что совпадает со стабильным выпуском Android 12 на Android Open Source Project. Ожидается, что он получит 3 года основных обновлений ОС и 5 лет обновлений безопасности. Устройство получило обновление с загрузчиком для активации моддинга в первые недели после выпуска.

## Известные проблемы
Датчик отпечатков пальцев имеет проблемы с безопасностью, когда он распознает незарегистрированные отпечатки пальцев. В устройстве используется другой оптический датчик отпечатков пальцев, чем в более дорогих устройствах Pixel 6 и Pixel 6 Pro, и эта проблема, похоже, характерна только для Pixel 6a. В середине сентября 2022 года было выпущено обновление программного обеспечения для потенциального решения этих проблем.